# Troglohyphantes albicaudatus
Troglohyphantes albicaudatus este o specie de păianjeni din genul Troglohyphantes, familia Linyphiidae, descrisă de Robert Bosmans în anul 2006.
Este endemică în Algeria. Conform Catalogue of Life specia Troglohyphantes albicaudatus nu are subspecii cunoscute.